# Atumnaro (Ort)
Atumnaro ist ein osttimoresischer Ort im Suco Carabau (Verwaltungsamt Bobonaro, Gemeinde Bobonaro). Das Dorf liegt an der Nordostspitze der Aldeia Atumnaro, auf einer Meereshöhe von 836 m. Zwei Straßen durchqueren den Ort und verbinden ihn mit Carabau im Nordosten und Udu-Ai im Westen. Im Norden fließt der Babalai, ein Nebenfluss des Marobo. Südlich verläuft in einem Tal der Loumea.
Im Ort befindet sich ein Friedhof.